# 남현식
남현식(南賢植, 1947년 1월 9일~1994년 1월 29일)은 대한민국의 기업인, 정치인이다.

## 학력
- 조선대학교 부속중학교 졸업
- 조선대학교 부속고등학교 졸업
- 경희대학교 법과대학 행정학과 졸업
- 경희대학교 행정대학원 졸업

## 경력
- 제13대 재경 전남학우 회장
- 국제시민봉사회 중앙위원
- 한국대학탁구연맹 이사
- 경희대학교행정대학원 10대 회장
- 경희대학교 총동창회 상임이사
- 경희대학교행정대학원 총동창회 부회장
- 금산장학회 회장
- 재경고흥군향우회 부회장
- 민주연합청년동지회 창립발기인
- 민주연합청년동지회 중앙회부회장
- (주)경희산업 대표이사
- 한국중·고교배구연맹 회장
- 민주당 사무부총장

## 가족
1987년 배우 이숙과 결혼하였으며, 1남 1녀를 두었다.

## 역대 선거 결과
| 실시년도 | 선거   | 대수 | 직책     | 선거구         | 정당       | 득표수    | 득표율          | 순위 | 당락 | 비고 |
| -------- | ------ | ---- | -------- | -------------- | ---------- | --------- | --------------- | ---- | ---- | ---- |
| 1988년   | 총선   | 13대 | 국회의원 | 서울 송파구 갑 | 평화민주당 | 21,884 표 | \| \| 19.44% \| | 3위  | 낙선 |      |
|          | 19.44% |      |          |                |            |           |                 |      |      |      |